# Loa loa
Loa loa — вид паразитичних нематод з роду Loa, родини Onchocercidae. Loa loa — білі напівпрозорі нематоди завдовжки 30-70 мм, довжина мікрофілярій 0,25-0,3 мм. Остаточним хазяїном є людина, проміжним — ґедзі роду Chrysops. Статевозрілі Loa loa паразитують у підшкірній клітковині, під кон'юнктивою ока і під серозними оболонками, мікрофілярії — в кровоносних судинах, особливо в капілярах легень. У периферичну кров мікрофілярії надходять в денний час через кілька тижнів після зараження, частіше це відбувається через рік і більше після інвазії.
Гельмінтоз, яку спричинює цей вид, називають лоаозом.
Детальніші відомості з цієї теми ви можете знайти в статті Лоаоз.
Резервуаром інвазії є заражена людина. Передачу здійснюють ґедзі роду Chrysops, які разом з кров'ю зараженої людини заковтують мікрофілярій. Розвиток мікрофілярій в організмі ґедзя при температурі 28- 30 °C і абсолютної вологості 92 % закінчується за 7 днів, при більш низькій температурі та вологості — за 10-20 днів.
Заражені ґедзі при ссанні крові здорової людини вводять йому в кров мікрофілярії в інвазійних стадії. Ґедзі нападають на людину протягом дня, їх приваблюють рухомі предмети, дим, вогонь. Вони мешкають зазвичай в лісах і чагарниках по берегах річок, але можуть залітати і в довколишні населені пункти. Лоаоз виявляють на сьогодні в 11 країнах Західної Африки. На Західному узбережжі Африки в смузі від 8° північної широти до 5° південної широти лоаоз спостерігають повсюдно.